# Embalse de Almansa
El embalse de Almansa es un embalse situado en la población población homónima, en la provincia de Albacete, España. Recoge ramblas, vertientes y cañadas del entorno, junto con el cauce de las aguas de las fuentes de Alpera,

## Historia
Regajo de Peña Rubia es el nombre de una cuenca endorreica o cerrada, donde se acumulan las aguas procedentes de la escorrentía y que, a partir de 1338, por decisión de D. Juan Manuel (señor feudal del territorio y sobrino del rey Alfonso X El Sabio), acogió también el cauce de las aguas de Alpera, firmando un acuerdo para la construcción de una acequia para traer al pantano de Almansa las aguas de las fuentes de Alpera.
En el siglo XVI, el ayuntamiento almanseño asume la construcción de una presa para contener las aguas de torrentera. Se construye un primer muro de mampostería entre 1530 y 1538, pero fue insuficiente. Por lo que se realiza un nuevo proyecto de presa más sólida entre 1584 y 1586. Esta nueva obra es un muro de arco, que contiene las aguas por su parte convexa, compuesto por dos cuerpos, el inferior, que es donde se abre la bóveda de la toma de riego o Botana, y el superior, un graderío que va reduciendo el grosor de la construcción conforme gana altura. En su fachada conserva labrada la corona que reza: SOLI DEO HONOR ET GLORIA – 1584 (Solo a Dios el honor y la gloria). Esta obra de ingeniería hidráulica fue pionera en Europa, y actualmente una de las más antiguas de España en uso.
Sin embargo, aunque más robusta y resistente, seguía siendo insuficiente para contener el volumen de agua que el pantano podía ofrecer. Por lo que a finales del S. XVIII se recrece, en este caso con un muro de trazo poligonal que eleva su altura considerablemente. Más tarde, entre 1915 y 1938, se realiza una limpieza de fangos, y se construye la nueva Botana a partir de una torre cilíndrica, y un amplio aliviadero al este de la misma.